# ناهو میوشی
ناهو میوشی (انگلیسی: Naho Miyoshi؛ زادهٔ ۲۱ دسامبر ۱۹۹۳) بازیکن بسکتبال اهل ژاپن است.
وی در مسابقات کشوری و بین‌المللی در مجموع برندهٔ ۱ مدال نقره، ۲ مدال برنز شده‌است.